# Epitrimerus acutiformis
Epitrimerus acutiformis är en spindeldjur som beskrevs av Heikki Roivainen 1950. Epitrimerus acutiformis är ett kvalster som ingår i släktet Epitrimerus och familjen Eriophyidae. Arten är reproducerande i Sverige.